# Slag bij Salineville
De Slag bij Salineville vond plaats op 26 juli 1863 bij Salineville (Ohio) tijdens de Amerikaanse Burgeroorlog. Deze slag was de laatste in de reeks van Morgan's Raid en luidde de definitieve nederlaag in van de Zuidelijken onder leiding van John Hunt Morgan.

## Achtergrond
In juni 1863 vertrok brigadegeneraal John Hunt Morgan met 2.460 cavaleristen vanuit Tennessee naar het noorden. Morgan wilde de aandacht van de Noordelijke eenheden afleiden van Zuidelijke eenheden in Tennessee. Op 8 juli 1863 stak Morgan de Ohio-rivier over bij Brandenburg, Kentucky naar Indiana. Na zijn overwinning in de Slag bij Corydon zette Morgan zijn tocht in oostelijke richting verder. Hij werd achtervolgd door Noordelijke eenheden onder leiding van brigadegeneraal James M. Shackelford. Op 19 juli probeerde Morgan de Ohio-rivier opnieuw over te steken bij Buffington Island. Sommige van zijn soldaten slaagden erin om veilig de overkant van de rivier te bereiken. Een deel van Morgans strijdmacht (zo’n 1.200 man) werd gevangengenomen door brigadegeneraal Edward H. Hobson en brigadegeneraal Henry M. Judah.
Morgan had nog 400 soldaten onder zijn bevel. Na een andere mislukte poging om de rivier over te geraken, reden ze in noordelijke richting. Ze reden door dorpen zoals Moorefield, Harrisville, New Athens, Smithfield, |New Alexandria, Wintersville, Two Ridge, Richmond, Ohio, East Springfield, Bergholz en Monroeville. Telkens slaagden de Noordelijken erin om de uitgeputte Zuidelijken de toegang tot oversteekplaatsen te ontzeggen.

## De slag en de overgave van Morgan
Generaal Schackelford zette de achtervolging verder. Hij had cavalerie, artillerie en bereden infanterie bij zich uit Illinois, Kentucky, Tennessee, Michigan en Ohio en enkele militie-eenheden van Steubenville, Ohio. Morgan’s soldaten waren uitgeput en geïsoleerd. Uiteindelijk op 26 juli 1863 werd zijn strijdmacht omsingeld bij Salineville. Morgan probeerde om door de Noordelijke overmacht te breken. Na een vuurgevecht van anderhalfuur had hij 23 doden, 41 gewonden en 300 gevangenen verloren. Morgan en enkele mannen ontsnapten. Uiteindelijk gaven ze zich rond 14.00u over aan majoor George W. Rue van de 9th Kentucky Cavalry bij West Point, Ohio. De Zuidelijken werden weggebracht naar de Columbus, Ohio. Daar werden ze opgesloten in de lokale gevangenis. De meeste van zijn mannen kwamen in Camp Chase terecht. De raid van John Hunt Morgan kwam hiermee ten einde.

## Aanbevolen lectuur
- Horwitz, Lester V., The Longest Raid of the Civil War. Cincinnati, Ohio: Farmcourt Publishing, Inc., 1999. ISBN 0-9670267-3-3.